# Atractus ronnie
Espèce
Atractus ronnie est une espèce de serpents de la famille des Dipsadidae.

## Répartition
Cette espèce est endémique du Ceará au Brésil.

## Description
Atractus ronnie mesure au maximum 248 mm plus 37 mm pour la queue, pour les mâles et 312 mm plus 30 mm pour la queue, pour les femelles. Son dos est brun roux avec des petites taches brun foncé. Sa face ventrale est jaune crème.

## Étymologie
Cette espèce est nommée en l'honneur de Ronaldo Fernandes, surnommé « Ronnie ».

## Publication originale
- Passos, Fernandes & Borges-Nojosa, 2007 : A New Species of Atractus (Serpentes: Dipsadinae) from a Relictual Forest in Northeastern Brazil. Copeia, vol. 2007, no 4, p. 788–797 (texte intégral).